# Zidanta II.
Zidanta II. war um 1450 v. Chr. hethitischer Großkönig.
Zidanta war Sohn und Nachfolger des Großkönigs Ḫantili II. Er sicherte durch einen Vertrag mit Pilliya, König von Kizzuwatna, die Funktion desselben als Pufferstaat. Dies war außerordentlich wichtig, denn Ägypten unternahm Feldzüge nach Syrien und im Osten stieg das Mitanni-Reich zur Großmacht auf. Sein Nachfolger wurde Ḫuzziya II.
Zidantas Frau Iyaya wurde nach der gleichnamigen Göttin Iyaya benannt.